# Druhá šance (pořad)
Druhá šance je pořad z produkce TV Nova, který byl vysílán od 26. února 2009.
Druhá šance je dvanáctidílný cyklus (dokument propojený s reality show) o životech lidí, kteří se ocitli v problémech s drogami, nemocí, penězi či je postihly jiné závažné problémy, a o změnách, které podstoupili v rámci pořadu. Tím že přijali pomoc TV Nova, povolili, aby byl jejich život představen divákům. Každý účastník poté prodělal změny, které, podle TV Nova, vedli ke zlepšení jeho životní situace. Televize Nova pomáhala například se zaplacením dluhů, plastické operace apod.
MF DNES tento televizní pořad hodnotilo 60 %.